# ألان روبرت
آلان روبرت (بالفرنسية: Alain Robert) (و. 1962  م) هو متسلق صخور ‏، من فرنسا.

## روابط خارجية
- ألان روبرت على موقع IMDb (الإنجليزية)
- ألان روبرت على موقع ألو سيني (الفرنسية)
- ألان روبرت على موقع إن إن دي بي (الإنجليزية)
- ألان روبرت على موقع قاعدة بيانات الفيلم (الإنجليزية)